# Ruellia macrophylla
Ruellia macrophylla là một loài thực vật có hoa trong họ Ô rô. Loài này được Vahl miêu tả khoa học đầu tiên năm 1791.